# Jean-Georges Noverre
Jean-Georges Noverre (29. dubna 1727, Paříž - 19. října 1810, Saint-Germain-en-Laye) byl francouzský tanečník a baletní mistr, který je obecně považován za tvůrce žánru ballet d'action, předchůdce narativních baletů 19. století. Jeho narozeniny jsou nyní slaveny jako Mezinárodní den tance.
Již jako mladý vystupoval Noverre v Paříži v Opéra-Comique, ve Fontainebleau, v Berlíně před Fridrichem II. a jeho bratrem Jindřichem Pruským, dále v Drážďanech a Štrasburku. V roce 1747 se přestěhoval do Štrasburku, kde zůstal až do roku 1750, než se přestěhoval do Lyonu. V roce 1751 složil pro Marseille své první velké dílo Les Fêtes Chinoises (Čínské slavnosti). V Paříži bylo pak uvedeno v roce 1754 s velkým ohlasem. V roce 1755 byl Noverre pozván Garrickem do Londýna, kde zůstal dva roky.
V letech 1758 až 1760 Noverre nastudoval několik baletů v Lyonu a vydal své Lettres sur la danse et les ballets (Dopisy o tanci a baletu). V tomto období začala revoluce baletního umění, kterou zahájil Noverre. Před Noverrem byly balety velké podívané, které se zaměřovaly hlavně na propracované kostýmy a scenérie, ale nikoli na fyzický a emocionální projev tanečníků.
Poté Noverre až do roku 1774 pracoval pro vévodu Karla Evžena Württemberského a později pro rakouskou císařovnu Marií Terezií. V roce 1776 byl na žádost královny Marie Antoinetty jmenován baletním mistrem pařížské Opery. Na jaře roku 1776 se vrátil do Vídně, aby tam nastudoval balety, ale v červnu 1776 se vrátil zpět do Paříže. Znovu obdržel své předchozí místo, ale pak ho francouzská revoluce ožebračila. Zemřel 19. října 1810 v Saint-Germain-en-Laye.

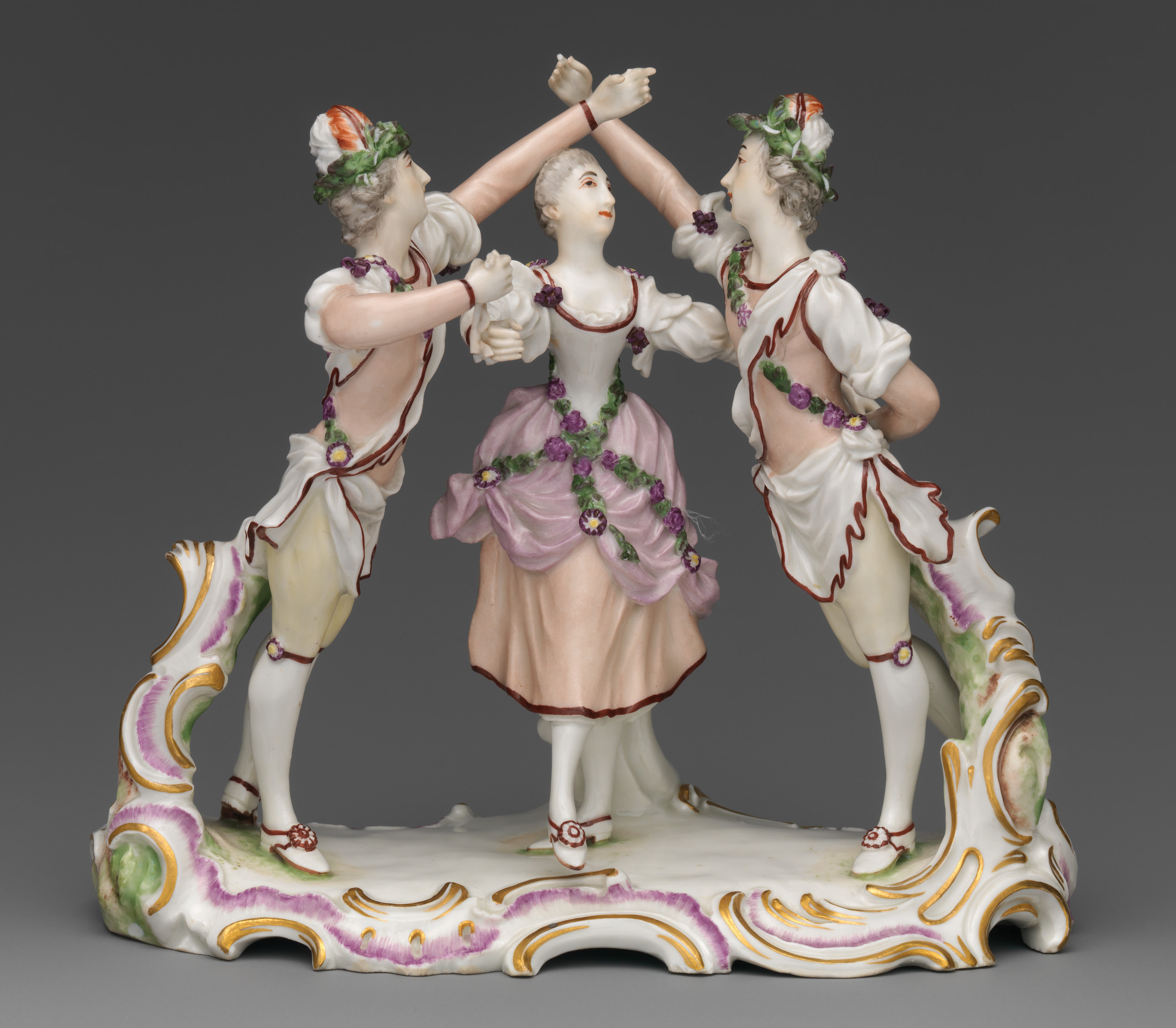
Pas-de-trois z ludwigsburského porcelánu, kolem 1763, jedna z řady tanečních skupin pravděpodobně převzatých z Noverrových baletů

Mezi Noverrovy přátele patřili Voltaire, Mozart, Fridrich Veliký a David Garrick (který jej nazval „Shakespearem tance“). Balety, na které byl nejvíce hrdý, byly La Toilette de Vénus, Les Jalousies du sérail, L'Amour corsaire a Le Jaloux sans rival. Kromě Lettres sur la danse napsal Noverre Observations sur la construction d'une nouvelle salle de l'Opéra (1781); Lettres sur Garrick écrites à Voltaire (1801); a Lettre à un artiste sur les fêtes publiques (1801).